# Тридцать шесть видов Фудзи (Хокусай)
«Тридцать шесть видов Фудзи» (яп. 富嶽三十六景 фугаку сандзю:роккэй) — серия из 46 (36+10 дополнительных) цветных гравюр по дереву японского художника Кацусики Хокусая. На всех гравюрах, включая самую известную японскую гравюру «Большая волна в Канагаве», присутствует изображение священной горы Японии — Фудзиямы.

## История создания
Первые наброски к этой серии Хокусай начал делать в 1830 году, когда ему было около 70 лет. С самого начала он осознавал значение своих гравюр: в предисловии к книге «100 видов на гору Фудзи» автор писал, что ничто из созданного им за предшествующие 70 лет не может сравниться с ними. Тем не менее и он, и издатель серии Нисимура Ёхати были поражены успехом серии.
Изначально планировалось издать 36 гравюр. Фудзи изображена на них с «лицевой стороны», то есть со стороны Эдо (ныне Токио), поэтому эти гравюры называются «омотэ Фудзи» («с лицевой стороны»).
Уже в конце 1830 года издательство сообщило о планах выпуска более чем 100 новых видов горы Фудзи, однако свет увидели (в 1831—1832 годах) только 10 из них, поэтому серия состоит всего из 46 листов. На этих 10 гравюрах гора изображена преимущественно с западной стороны, поэтому они называются «ура Фудзи» («с обратной стороны»). На первоначальных 36 листах контуры изображений прорисованы синим цветом, тогда как в добавленных 10 листах изображение выполнено с чёрным контуром, что полностью меняет цветовую гамму гравюр.

## Список
Данный список составлен в порядке, который обычно используется в искусствоведческой литературе.
| №  | Изображение | Название                                                  | Название на японском     | Транскрипция                                |
| -- | ----------- | --------------------------------------------------------- | ------------------------ | ------------------------------------------- |
| 1  |             | Большая волна в Канагаве                                  | 神奈川沖浪裏             | канагава оки намиура                        |
| 2  |             | «Победный ветер. Ясный день» или «Красная Фудзи»          | 凱風快晴                 | гайфу: кайсэй                               |
| 3  |             | Ливень под горой                                          | 山下白雨                 | санка хакуу                                 |
| 4  |             | Мост Маннэн в Фукагаве                                    | 深川万年橋下             | фукагава маннэмбаси но сита                 |
| 5  |             | Район Сундай в Эдо                                        | 東都駿台                 | то: то сундай                               |
| 6  |             | Сосна в Аояме                                             | 青山円座松               | аояма эндза но мацу                         |
| 7  |             | Мост Сэндзю в провинции Мусаси                            | 武州千住                 | бусю: сэндзю                                |
| 8  |             | Река Тама в провинции Мусаси                              | 武州玉川                 | бусю: тамагава                              |
| 9  |             | Перевал Инуме в провинции Каи                             | 甲州犬目峠               | ко: сю: инумэ-то: гэ                        |
| 10 |             | Равнина Фудзимигахара в провинции Овари                   | 尾州不二見原             | бисю: фудзимигахара                         |
| 11 |             | Храм Хонгандзи в Асакусе                                  | 東都浅草本願寺           | то: то асакуса хонгандзи                    |
| 12 |             | Остров Цукудадзима в Буё                                  | 武陽佃島                 | буё: цукудадзима                            |
| 13 |             | Побережье Ситиригахама в провинции Сагами                 | 相州七里浜               | со: сю: ситиригахама                        |
| 14 |             | Местность Умэдзава в провинции Сагами                     | 相州梅沢庄               | со: сю: умэдзавасяй                         |
| 15 |             | Болото Кадзикадзава в провинции Каи                       | 甲州石班沢               | ко: сю: кадзикадзава                        |
| 16 |             | Перевал Мисимагоэ в провинции Каи                         | 甲州三嶌越               | ко: сю: мисимато: гэ                        |
| 17 |             | Озеро Сувако в провинции Синано                           | 信州諏訪湖               | синсю: сувако                               |
| 18 |             | Бухта Эдзири в провинции Суруга                           | 駿州江尻                 | сунсю: эдзири                               |
| 19 |             | В горах Тотоми                                            | 遠江山中                 | то: то: ми сантю:                           |
| 20 |             | Канал Усибори в провинции Хитати                          | 常州牛掘                 | дзё: сю: усибори                            |
| 21 |             | Суруга-тё в Эдо                                           | 江都駿河町三井見世略図   | эдо суругатё: мицуимисэ рякудзу             |
| 22 |             | Ночной вид на мост Рёгокубаси с берега реки Оммаяга       | 御厩川岸より両国橋夕陽見 | оммаягаси ёри рё: гокубаси но сэкиё: о миру |
| 23 |             | Садзаэ-до, храм Пятисот Архатов                           | 五百らかん寺さざゐどう   | гохяку ракандзи садзаэдо:                   |
| 24 |             | Снежное утро на реке Коисикава                            | 礫川雪の旦               | койсикава юкки но асита                     |
| 25 |             | Низовье реки Мэгуро                                       | 下目黒                   | симо мэгуро                                 |
| 26 |             | Водяная мельница в Ондене                                 | 隠田の水車               | ондэн но суйся                              |
| 27 |             | Остров Эносима в провинции Сагами                         | 相州江の島               | со: сю: эносима                             |
| 28 |             | Изображение пляжа Тагоноура в Эдзири, тракт Токайдо       | 東海道江尻田子の浦略図   | то: кайдо: эдзири таго но ура рякудзу       |
| 29 |             | Ёсида на тракте Токайдо                                   | 東海道吉田               | то: кайдо: ёсида                            |
| 30 |             | Морской путь в Кадзусу                                    | 上総の海路               | кадзуса но кайро                            |
| 31 |             | Мост Нихонбаси в Эдо                                      | 江戸日本橋               | эдо нихомбаси                               |
| 32 |             | Деревня Сэкия на реке Сумида                              | 隅田川関屋の里           | сумидагава сэкия но сато                    |
| 33 |             | Залив Нобото                                              | 登戸浦                   | нобото ура                                  |
| 34 |             | Озеро в Хаконе в провинции Сагами                         | 相州箱根湖水             | со: сю: хаконэ но косуй                     |
| 35 |             | Отражение в озере Мисака в провинции Каи                  | 甲州三坂水面             | ко: сю: мисака суймэн                       |
| 36 |             | Район Ходогая, тракт Токайдо                              | 東海道保土ケ谷           | то: кайдо: ходогава                         |
| 37 |             | Река Татэкава в Хондзё                                    | 本所立川                 | хондзё татэкава                             |
| 38 |             | Вид на гору Фудзи из развлекательного квартала в Сэндзю   | 従千住花街眺望の不二     | сэндзю кагай ёри тё: бо: но фудзи           |
| 39 |             | Вид на Фудзи с горы Готэнъяма у реки Синагава             | 東海道品川御殿山の不二   | то: кайдо: синагава готэнъяма но фудзи      |
| 40 |             | Накахара в провинции Сагами                               | 相州仲原                 | со: сю: накахара                            |
| 41 |             | Утренняя заря в Исава провинции Каи                       | 甲州伊沢暁               | ко: сю: исава но акацуки                    |
| 42 |             | Обратная сторона Фудзи. Вид со стороны реки Минобугава    | 身延川裏不二             | минобугава ура фудзи                        |
| 43 |             | Оносиндэн в провинции Суруга                              | 駿州大野新田             | сунсю: о: носиндэн                          |
| 44 |             | Вид Фудзи от чайных плантаций Катакура в провинции Суруга | 駿州片倉茶園の不二       | сунсю: катакура тяэн но фудзи               |
| 45 |             | Вид на Фудзи из Каная, на дороге Токайдо                  | 東海道金谷の不二         | то: кайдо: каная но фудзи                   |
| 46 |             | Восхождение на гору                                       | 諸人登山                 | сёдзин тодзан                               |

## Интересные факты
- Изображение горы Фудзи впервые появилось в серии свитков, повествующих о жизни священника Иппэна (1239—1289), затем в работах художников школы Римпа. Также серии «100 видов Фудзи» были представлены художниками Икэно Тайга (1723—1776) и Тани Бунтё (1763—1841)[2].
- Кацусика Хокусай создал ещё одну серию гравюр, посвящённую Фудзи, — «100 видов Фудзи»[2][3]. Она была издана в 1834—1835 годах в виде трёх альбомов.
- Утагава Хиросигэ создал одноимённую серию «36 видов Фудзи» в 1854—1858 годах.
- У писателя-фантаста Роджера Желязны есть рассказ «24 вида горы Фудзи кисти Хокусая» (входит в сборник «Мороз и пламя»). Главная героиня — умирающая женщина — совершает паломничество к Фудзи, руководствуясь гравюрами Хокусая.